# I'm Waiting for the Man
"I'm Waiting for the Man" é uma canção da banda norte-americana de rock The Velvet Underground. Escrita por Lou Reed, foi lançada pela primeira vez em seu álbum de estreia de 1967, The Velvet Underground & Nico. Liricamente, descreve os esforços de um homem para obter heroína no Harlem.
Em várias críticas, é descrita como rock de garagem, protopunk e "uma das melhores canções de rock clássico de todos os tempos", com covers feitos por vários artistas.

## História

### Gravação
Junta com "Venus in Furs" e "Heroin", "I'm Waiting for the Man" foi gravada em maio de 1966 nos estúdios TTG enquanto a banda estava em Hollywood. Apesar do título da música, o eu lírico se refere a "o homem" ("...the Man") como "meu homem" ("...my man") ao longo da letra.

### Recepção
Em uma crítica para a AllMusic, Dave Thompson a considerou "uma das melhores canções de rock clássico de todos os tempos [...] Sobre uma guitarra robusta, um piano barulhento e uma bateria britadeira, Reed canta pela metade, entoa pela metade o que ele uma vez descreveria como um canção de amor sobre um homem e o metrô." Cada membro da banda tocou seu instrumento na música com base em suas próprias interpretações da letra.

## Legado
Em 2004, a revista Rolling Stone classificou a canção em 159º lugar em sua lista das 500 melhores canções de todos os tempos. Foi movida para o número 161 em 2010, e reclassificada no número 81 em 2021. A revista observou:
Os 'Velvets' misturaram exercícios de guitarras rítmicas [voltadas] ao R&B, batidas de piano de blues e pedais 'artísticos sonhadores', enquanto Reed conta uma história sobre ganhar 26 dólares em heroína no Harlem. 'Tudo sobre essa música é verdadeiro', disse Reed, 'exceto o preço'."
Em 2012, o Consequence a incluiu em sua lista das 100 melhores canções de todos os tempos, classificando-a em 65º lugar. A NME classificou-a em 6º lugar nas melhores canções da década de 1960, enquanto Pitchfork a colocou em 27º lugar. O site Acclaimed Music lista "I'm Waiting for the Man" como a 8ª música mais aclamada de 1967, a 39ª música mais aclamada da década de 1960 e a 105ª música mais aclamada em história. Em 2012, Paste classificou a música em terceiro lugar em sua lista das 20 melhores músicas do Velvet Underground, e em 2021, o Guardian colocou a música em 9º lugar em sua lista das 30 melhores músicas da banda.

## Ficha técnica
The Velvet Underground
- Lou Reed – vocais, guitarra
- John Cale – piano, baixo
- Sterling Morrison – guitarra
- Maureen Tucker – percussão

Músicos adicionais
- Nico – vocais de apoio

Produção
- Andy Warhol – produtor

## Versão de David Bowie
Em dezembro de 1966, o empresário de David Bowie, Kenneth Pitt, adquiriu um acetato do então inédito The Velvet Underground & Nico e o presenteou a Bowie. Ao ouvir "I'm Waiting for the Man", ele foi até sua banda na época, a Buzz, e disse a eles que iriam aprender a música. Mais tarde, ele relembrou em uma entrevista de 2003 para a Vanity Fair:
"Aprendemos 'Waiting for the Man' ali mesmo e ficamos tocando ela no palco dentro de uma semana" – "Curiosamente, não só eu deveria fazer um cover de uma música do 'Velvets' antes de qualquer outra pessoa no mundo, como na verdade fiz isso antes do álbum ser lançado. Agora essa é a essência do Mod."
Bowie primeiro tentou gravar "I'm Waiting for the Man" em estúdio durante as sessões de seu álbum de estreia de 1967, e mais tarde gravou adequadamente com outra banda, o Riot Squad, em abril daquele ano. Em seu livro Rebel Rebel , Chris O'Leary observa a qualidade inferior da gravação, escrevendo que "soava como se eles estivessem se virando com o que encontraram na sala de música de uma escola". Nesta versão, Bowie interpretou mal o assunto da música, contendo a frase "Estou apenas procurando por um bom amigo atrás" ("I'm just lookin' for a dear friend behind") em vez de "Estou apenas procurando por um caro, caro amigo meu" (I'm just lookin' for a dear, dear friend of mine). Tony Visconti disse mais tarde ao biógrafo Nicholas Pegg: "Um David Bowie muito jovem ainda não sabia que 'o homem' [na linguagem do Harlem] significava o traficante de drogas. Então ele naturalmente presumiu que era um encontro gay envolvendo dinheiro."
Bowie cantou "I'm Waiting for the Man", muitas vezes intitulada como "Waiting for the Man", para programas da BBC em 1972 e frequentemente na Ziggy Stardust Tour. Ele ainda a apresentaria nas turnês Isolar de 1976 e Sound+Vision de 1990. Enquanto sua gravação de 1967 seguiu a estrutura de acordes original de Reed, Bowie fez mudanças sutis em suas apresentações ao vivo. David Buckley escreve que a canção "Heroes" de Bowie foi influenciada pela escrita de Reed.